# Иван Гаруфалов
Иван Гаруфалов е апостолически екзарх на българите католици от източен обреди и титулярен епископ лаганийски в средата на XX век.

## Биография
Иван Димитров Гаруфалов е роден на 15 август 1887 г. в Малко Търново, тогава в Османската империя, в семейство с възрожденски традиции, изиграло важна роля в разпространението на унията в Странджанския край. Син е на революционера Димитър Гаруфалов и брат на войводата Стойчо Гаруфалов. В къщата на неговия дядо Стойчо Гаруфалов е осветен първият католически параклис в Малко Търново през 1861 г. След като завършва начално образование в Малко Търново и основно в София, той постъпва в Българо-католическата гимназия в Одрин. Тук той проявява особена любов към църковната музика и става пръв помощник на отец Константин Кертев, ръководител на църковния хор.
През 1905 г. Иван постъпва в обществото на отците-възкресенци и прекарва годината на послушничеството в Краков. От 1908 до 1912 г. следва философия и богословие в Григорианския университет в Рим. Там на 30 март 1912 г. е ръкоположен за свещеник от архиепископ Михаил Миров. През същата година се завръща в Одрин и става учител по катехизис, рисуване и пеене в Българо-католическата гимназия.
През 1915 г. Иван Гаруфалов е изпратен да служи в родния си град и остава там до 1940 г. На 16 февруари 1923 г. пожар унищожава сградата на училището и свещеническия дом. На 10 юли 1925 г. в Иван Гаруфалов посреща в Малко Търново архиепископ Анджело Джузепе Ронкали, назначен за Апостолически визитатор в България.
Първата копка на нов източнокатолически храм на мястото на построената през 1868 г. църква е направена на 1 май 1931 г. През лятото на 1932 г. започва изграждането и на камбанария, завършена за две години. Вътрешното оформление на храма е направено през лятото на 1935 г.
През 1941 г. Иван Гаруфалов е повикан в София, за да замести епископ Кирил Куртев, който се оттегля от своя пост поради физическа и умствена преумора. На 6 юли 1942 г. папа Пий XII назначава Иван Гаруфалов за Апостолически екзарх на българите католици от източен обреди и го избира за титулярен епископ Лаганийски. Ръкополагането се извършва на 1 ноември същата година в енорийския храм „Успение Богородично" в София от епископ Кирил Куртев в съслужние с Дамян Теелен – епископ на Никополската епархия, и Иван Романов – епископ на Софийско-Пловдивската епархия. Присъства също и архиепископ Джузепе Мацоли – апостолически делегат в България. Оттогава униатската църква в България започва да се именува католическа екзархия.
През април 1941 г., когато Югославия е ликвидирана като държава и част от Македония е присъединена към България, под юрисдикцията на епископ Йоан Гаруфалов минават и униатските енории от някои части на Македония. През 1943 г. заради бомбардировките над столицата Йоан Гаруфалов се евакуира в Стара Загора, където остава до края на войната. Униатските енории в Македония остават под юрисдикцията на Апостолическата екзархия в София чак до края на 1945 г.
Епископ Иван Гаруфалов управлява епархията в продължение на десет години в трудни за католическата църква времена. Умира по време на почивка във вила в покрайнините на София на 7 август 1951 г.

## Родословие
|  |  |  |  |                              |                              |                              |                              |                              |                              |  |  |                                |                                |                                |                                | Стойчо Гаруфалов               |                                |  |  |                   |                   |                   |                   |                   |                   |  |  |  |  |  |  |
|  |  |  |  |                              |                              |                              |                              |                              |                              |  |  |                                |                                |                                |                                |                                |                                |  |  |                   |                   |                   |                   |                   |                   |  |  |  |  |  |  |
|  |  |  |  |                              |                              |                              |                              |                              |                              |  |  |                                |                                |                                |                                |                                |                                |  |  |                   |                   |                   |                   |                   |                   |  |  |  |  |  |  |
|  |  |  |  | Жечка Гаруфалова             | Жечка Гаруфалова             | Жечка Гаруфалова             | Жечка Гаруфалова             | Жечка Гаруфалова             | Жечка Гаруфалова             |  |  | Димитър Гаруфалов              | Димитър Гаруфалов              | Димитър Гаруфалов              | Димитър Гаруфалов              | Димитър Гаруфалов              | Димитър Гаруфалов              |  |  | Желязко Гаруфалов | Желязко Гаруфалов | Желязко Гаруфалов | Желязко Гаруфалов | Желязко Гаруфалов | Желязко Гаруфалов |  |  |  |  |  |  |
|  |  |  |  | Жечка Гаруфалова             | Жечка Гаруфалова             | Жечка Гаруфалова             | Жечка Гаруфалова             | Жечка Гаруфалова             | Жечка Гаруфалова             |  |  | Димитър Гаруфалов              | Димитър Гаруфалов              | Димитър Гаруфалов              | Димитър Гаруфалов              | Димитър Гаруфалов              | Димитър Гаруфалов              |  |  | Желязко Гаруфалов | Желязко Гаруфалов | Желязко Гаруфалов | Желязко Гаруфалов | Желязко Гаруфалов | Желязко Гаруфалов |  |  |  |  |  |  |
|  |  |  |  |                              |                              |                              |                              |                              |                              |  |  |                                |                                |                                |                                |                                |                                |  |  |                   |                   |                   |                   |                   |                   |  |  |  |  |  |  |
|  |  |  |  |                              |                              |                              |                              |                              |                              |  |  |                                |                                |                                |                                |                                |                                |  |  |                   |                   |                   |                   |                   |                   |  |  |  |  |  |  |
|  |  |  |  | Иван Гаруфалов (1887 – 1951) | Иван Гаруфалов (1887 – 1951) | Иван Гаруфалов (1887 – 1951) | Иван Гаруфалов (1887 – 1951) | Иван Гаруфалов (1887 – 1951) | Иван Гаруфалов (1887 – 1951) |  |  | Стойчо Гаруфалов (1868 – 1924) | Стойчо Гаруфалов (1868 – 1924) | Стойчо Гаруфалов (1868 – 1924) | Стойчо Гаруфалов (1868 – 1924) | Стойчо Гаруфалов (1868 – 1924) | Стойчо Гаруфалов (1868 – 1924) |  |  | Васил Гаруфалов   | Васил Гаруфалов   | Васил Гаруфалов   | Васил Гаруфалов   | Васил Гаруфалов   | Васил Гаруфалов   |  |  |  |  |  |  |